# Die Männer vom K3
Die Männer vom K3 è una serie televisiva tedesca di genere poliziesco ideata da Harald Vock  , prodotta da Studio Hamburg  e trasmessa dal 1988 al 2003 dall'emittente ARD 1 (Das Erste). Protagonisti della serie sono Harald Dietl, Hartmut Reck, Wolfgang Müller e Alexander Pelz.
La serie si compone di 38 episodi di 90 minuti ciascuno suddivisi in 3 stagioni. Il primo episodio, intitolato Familienfehde, fu trasmesso in prima visione il  24 settembre 1988 ; l'ultimo episodio, intitolato Blutrache, andò in onda in prima visione il 6 aprile 2003. 

## Trama
Protagonisti delle vicende sono un gruppo di poliziotti di Amburgo, Kalle Feldmann, Ecki Schöller, Tommi Beyer e Pepe Kirchhoff, che si occupano di assicurare alla giustizia i responsabili di reati di vario genere.

## Produzione
Harald Vock, già autore di Squadra speciale K1 (Sonderzernat K1), trasmessa per 10 anni dal 1972 al 1982 e ambientata sempre ad Amburgo, ideò nel 1988 una serie che ne fu l'ideale prosecuzione.
La produzione della serie fu interrotta nel gennaio 2001 dopo la morte di uno degli attori protagonisti, Hartmut Reck. La messa in onda dell'ultimo episodio, che vedeva ancora Reck tra gli interpreti, fu differita di due anni.

## Episodi
| Stagione         | Episodi | Prima TV Germania | Prima TV Italia |
| ---------------- | ------- | ----------------- | --------------- |
| Prima stagione   | 8       | 1988-1989         | inedita         |
| Seconda stagione | 7       | 1991-1992         | inedita         |
| Terza stagione   | 23      | 1992-2003         | inedita         |

## Guest-star
Tra le guest star che apparvero nella serie, figurano, tra gli altri, Robert Atzorn, Karin Baal, Gerd Baltus, Eva Maria Bauer, Susanne Beck, Monica Bleibtreu, Michael Degen, Constanze Engelbrecht, Gero Erhardt, Marek Erhardt, Vadim Glowna, Sissy Höfferer, Klaus Höhne, Volkert Kraeft, Doris Kunstmann, Edwin Noël, Christian Quadflieg, Doris Schade, Udo Vioff, Christine Wodetzky, Katja Woywood, Klausjürgen Wussow.